# The Teskey Brothers
The Teskey Brothers is een Australische band die vooral soul en bluesrock speelt. De band is in 2008 opgericht door de broers Josh Teskey (zang, ritmegitaar) en Sam Teskey (sologitaar).

## Biografie
De band is afkomstig uit Melbourne en bestond tot eind 2022, naast de gebroeders Teskey, uit bassist Brendon Love en drummer Liam Gough. Sinds 2023 bestaat de band enkel nog uit de gebroeders Teskey, begeleid door verschillende muzikanten. Hun geluid doet sterk denken aan soulartiesten zoals Otis Redding en Wilson Pickett. Dat komt ook door het stemgeluid van de zanger Josh Teskey. De band speelt soulmuziek, met jazz en rhythm-and-blues invloeden. Ze zijn beïnvloed door artiesten als Peter Green, The Animals en Percy Sledge en hebben ervaring opgedaan als begeleidingsband van de zangeres Ella Thompson.
De jongens begonnen te spelen op straat en op feestjes. In januari 2017 brachten ze hun eerste album uit, getiteld Half Mile Harvest. Dit album namen ze op in hun thuisstudio in Warrandyte (Victoria) en leverde hun eerste succes op. Half Mile Harvest stond in de Top 20 van de Australische hitlijsten en bereikte nummer 1 in de Independent Album-hitlijsten. Dit album bereikte nummer 49 in de Nederlandse albumcharts.
Na dit eerste succes trok de band meer publiek en speelden ze op grotere podia. Ook kwamen ze in contact met grotere platenmaatschappijen en muziekuitgeverijen. In augustus 2019 brachten ze hun tweede album Run Home Slow uit, dat op nummer 2 binnenkwam in de Australische charts en nummer 9 haalde in de Nederlandse albumlijst. De band won in 2019 de Levi Music Prize, ter stimulering van Australische en Nieuw-Zeelandse acts. Ook werden een aantal nummers van hen opgenomen in de soundtrack van Australische komische dramafilm Palm Beach uit 2019. In 2018 wonnen ze een Music Victoria Award, zowel voor het album als voor de artiest.
In 2023 kondigde de band een nieuw album aan: The Winding Way. Tijdens hun tour door Europa en het VK introduceerden ze nieuwe nummers die op dit album zouden gaan verschijnen.

## Bezetting

### Huidige leden
- Josh Teskey - gitaar & zang (2008 - heden)
- Sam Teskey - gitaar (2008 - heden)

### Voormalige leden
- Brendon Love - basgitaar (2008 - 2022)
- Liam Gough - drums (2008 - 2022)

### Gastmuzikanten
- Olaf Scott - Hammond orgel
- Nathaniel Sametz - trombone
- Charlie Woods - trompet

## Discografie

### Albums
| Album met eventuele hitnotering(en) in de Nederlandse Album Top 100 | Datum van verschijnen | Datum van binnenkomst | Hoogste positie | Aantal weken | Opmerkingen            |
| ------------------------------------------------------------------- | --------------------- | --------------------- | --------------- | ------------ | ---------------------- |
| The Teskey Brothers                                                 | 2012                  | -                     | -               | -            | EP                     |
| Half Mile Harvest                                                   | 19-01-2017            | 23-02-2019            | 49              | 5            |                        |
| Run Home Slow                                                       | 02-08-2019            | 10-08-2019            | 9               | 10           |                        |
| Live at the Forum                                                   | 2020                  | -                     | -               | -            |                        |
| Live at Hamer Hall                                                  | 2021                  | -                     | -               | -            | met Orchestra Victoria |
| The Winding Way                                                     | 2023                  | 24-06-2023            | 6               | 2*           |                        |

### Singles
| Single met eventuele hitnotering(en) in de Nederlandse Top 40 | Datum van verschijnen | Datum van binnenkomst | Hoogste positie | Aantal weken | Opmerkingen |
| ------------------------------------------------------------- | --------------------- | --------------------- | --------------- | ------------ | ----------- |
| Pain and Misery                                               | 2016                  | -                     | -               | -            |             |
| Louisa                                                        | 2017                  | -                     | -               | -            |             |
| Forever You and Me                                            | 2018                  | -                     | -               | -            |             |
| I Get Up                                                      | 2018                  | -                     | -               | -            |             |
| Right for Me                                                  | 2019                  | -                     | -               | -            |             |
| Hold Me                                                       | 2019                  | -                     | -               | -            |             |
| Man of the Universe                                           | 2019                  | -                     | -               | -            |             |
| So Caught Up                                                  | 2019                  | -                     | -               | -            |             |

### NPO Radio 2 Top 2000
| Nummers met noteringen in de NPO Radio 2 Top 2000 | '19  | '20  | '21  | '22  | '23  | '24  |
| ------------------------------------------------- | ---- | ---- | ---- | ---- | ---- | ---- |
| Hold Me                                           | -    | 1965 | 1116 | 1406 | 1241 | 1378 |
| Pain and Misery                                   | 1628 | 1024 | 896  | 928  | 875  | 1014 |

1. ↑  Een '-' betekent dat het nummer niet was genoteerd en een vetgedrukt getal geeft de hoogste notering van een nummer aan.
2. ↑  2019 was het eerste jaar met een notering voor The Teskey Brothers.